# Dishonored: Death of the Outsider
Dishonored: Death of the Outsider – komputerowa przygodowa gra akcji z 2017 roku stworzona przez Arkane Studios, wydana przez Bethesdę Softworks na platformy PlayStation 4, Windows i Xbox One. Stanowi samodzielne rozszerzenie do Dishonored 2 (2016) rozgrywające się już po jego finale. Przedstawia losy byłej zabójczyni Billie Lurk poszukującej swojego byłego mentora Dauda, z którym podejmuje się zabicia tajemniczego bytu znanego jako Odmieniec. Gra przedstawiona jest z perspektywy pierwszej osoby, oddaje do dyspozycji gracza nadprzyrodzone moce i kładzie duży nacisk na swobodę realizowania misji – zarówno w sposób skryty, jak i poprzez otwarty konflikt.
Death of the Outsider planowana była pierwotnie jako zawartość do pobrania do Dishonored 2, ale w momencie, kiedy twórcy postanowili przedstawić inne podejście do rozgrywki i fabuły, zdecydowano o wydaniu jej jako samodzielny dodatek. Lurk wybrano na grywalną postać, ponieważ była ulubienicą producentów. Fabułę pisano z myślą o domknięciu wątków z dwóch poprzednich odsłon oraz jako finał historii zapoczątkowanej w Dishonored (2012). Elementy rozgrywki zostały przerobione bądź usunięte tak, żeby Death of the Outsider wyróżniała się na tle poprzedniczek, a dodatkowo wpisywała się w formułę samodzielnego rozszerzenia i zachęcała graczy do eksperymentowania oraz sprawdzania konsekwencji podjętych przez siebie wyborów.
Grę zapowiedziano podczas konferencji prasowej Bethesdy na targach Electronic Entertainment Expo w 2017 roku. Po premierze spotkała się z pozytywnym odbiorem ze strony krytyków, chwalących przede wszystkim projekt oraz umiejętne zwieńczenie dotychczasowej historii serii Dishonored. Przedstawione w rozszerzeniu fabuła oraz poziomy uznane zostały jednak za niewyróżniające się na tle tych z poprzednich odsłon. Produkcja zdobyła kilka nominacji do nagród branżowych, w tym m.in. za najlepszy scenariusz gry komputerowej od Amerykańskiej Gildiii Scenarzystów. Po premierze Death of the Outsider Arkane Studios ogłosiło, że seria Dishonored zostaje zawieszona.

## Rozgrywka
Rozgrywka zbliżona jest do tych z Dishonored i Dishonored 2. Główną bronią grywalnej postaci jest krótki miecz, którym po podkradnięciu się do wroga może go szybko wyeliminować. Wśród innych dostępnych dla Bille broni są woltostrzał – miniaturowa, montowana do nadgarstka kusza – miny i granaty. Nową bronią jest mina hakowa, umożliwiająca ogłuszenie bądź zabicie pobliskich przeciwników. W połowie gry Billie zdobywa nóż o dwóch ostrzach, który poza walką w zwarciu pozwala także na wypuszczenie fali energii po naładowaniu go.
Po ukończeniu pierwszej misji postać otrzymuje cztery magiczne moce. W odróżnieniu od dwóch poprzednich części, gracz nie wykupuje ich za runy z kości wielorybów, a są one w pełni odblokowane już od początku. Korzystanie z nich zużywa manę, ta jednak – w przeciwieństwie do poprzedniczek – regeneruje się samoczynnie, a nie poprzez spożywanie mikstur. Główną umiejętnością Billie jest „przeniesienie”, pozwalające ustawić znacznik w określonym miejscu w zasięgu wzroku i przeteleportowanie się do niego. „Podobieństwo” umożliwia kradzież twarzy bohatera niezależnego i wykorzystanie jej jako tymczasowego kamuflażu, aczkolwiek twarz danej osoby można przybrać tylko raz. Moc zużywa manę podczas poruszania się, ale nie kiedy Billie pozostaje w bezruchu. „Wejrzenie” zatrzymuje czas i pozwala zbadać obszar w niematerialnej postaci oraz zlokalizować przedmioty do zebrania i oznaczyć przeciwników. Ustawienie znacznika „przeniesienia” podczas „wejrzenia” pozwala po jego wyłączeniu przenieść się w niedostępne inaczej miejsce. „Szczurze podszepty” pozwalają na rozmawianie ze szczurami, mogącymi ujawnić wskazówki odnośnie do sposobów przejścia misji. Ukończenie kampanii fabularnej odblokowany zostaje tryb „oryginalnej gry+”, w którym Billie zyskuje dostęp do niektórych mocy używanych przez Corva i Emily z Dishonored 2. Podobnie jak w poprzednich odsłonach postać znajduje w świecie gry kościane amulety, zapewniające pomniejsze pasywne premie.
Podczas wykonywania głównych misji postać może podjąć się wykonywania opcjonalnych kontraktów zlecanych na czarnym rynku, stanowiących misje poboczne polegające chociażby na wyeliminowaniu bohaterów niezależnych, przykładowo poprzez zabicie mima i upozorowanie samobójstwa.

## Fabuła
Po wydarzeniach z Dishonored 2 Billie Lurk na pokładzie Groźnej Wręgi powraca do Karnaki w poszukiwaniu swojego dawnego mentora, Duda. Udaje się jej go odnaleźć w klubie bokserskim prowadzonym przez bezokich – kult czczący Odmieńca i Pustkę – i uwolnić go z ich rąk. Daud prosi ją o pomoc w zabiciu Odmieńca, którego uważa za przyczynę wszystkich nieszczęść, jakie go spotkały. Wyjawia, że bezocy są w posiadaniu rytualnego noża o dwóch ostrzach, którego tysiące lat wcześniej użyto do jego stworzenia, a który może go również zabić. Odmieniec odwiedza Billie, dając jej swoje nadprzyrodzone moce. Lurk udaje się dowiedzieć, że przywódcy bezokich przetrzymują nóż w największym banku w Karnace i kradnie im otwierające skarbiec klucze. Po wykradnięciu noża nawiedza ją Odmieniec, informując, że w międzyczasie Daud zmarł z przyczyn naturalnych na Groźnej Wrędze. Billie pali statek, a wraz z nim ciało Dauda.
W celu poznania sposobu dostania się do Pustki Billie odwiedza Cesarskie Konserwatorium, gdzie były przywódca bezokich ukrył ich archiwa. Na miejscu dowiaduje się, że portal do świata poza światem znajduje się w opuszczonej kopalni za Karnacą. Udaje się do niej, odkrywając, że miejsce prowadzone jest przez kult, który stworzył Odmieńca. Dowiaduje się, że znamię Odmieńca jest tak naprawdę jego imieniem, zapisanym ezoterycznym pismem, które odczytać mogą tylko umarli. Odnajduje artefakt nazywany Okiem Boga i używa go, żeby bezpiecznie przedostać się do Pustki. Tam dociera do Twierdzy Rytuału, w której przebywa Odmieniec. Billie może przekonać Dauda, żeby wypowiedział jego prawdziwe imię i przywrócił mu śmiertelną postać bądź zabić go za pomocą rytualnego noża. Bez względu na wybór Pustka i świat materialny zmieniają się, ponieważ nikt nie może już decydować o tym, kto otrzyma moce Pustki.

## Produkcja

### Preprodukcja
Dishonored: Death of the Outsider stworzone zostało przez zespół Arkane Studios w Lyonie. Prace nad grą rozpoczęły się po premierze Dishonored 2 w 2016. Początkowo miała być ona podzieloną na dwie części zawartością do pobrania, podobnie jak The Knife of Dunwall i The Brigmore Witches do Dishonored. Zespół chciał, żeby dodatek różnił się pod względem fabuły i rozgrywki od dotychczasowych odsłon, dlatego ostatecznie postanowiono wydać go jako samodzielne rozszerzenie. Stwierdzono, że takie rozwiązanie pozwoli na lepsze dopracowanie Death of the Outsider, dając twórcom więcej czasu na zaprojektowanie i dopieszczenie rozgrywki oraz oprawy artystycznej, co byłoby niemożliwe w przypadku zwykłego dodatku. Celem twórców było zadowolenie zarówno graczy, którzy mieli już doświadczenie z Dishonored, jak również zainteresowanie osób, które nie grały w żadną ze wcześniejszych gier. Podobnie jak Dishonored 2, Death of the Outsider opracowano na Void Engine, odpowiedzialnym za charakterystyczną oprawę wizualną i system fizyki.

### Scenariusz
Death of the Outsider ma stanowić zwieńczenie „epoki Kaldwinów”, zapoczątkowanej w Dishonored zabójstwem cesarzowej Jessamine Kaldwin, a rozwijanej potem przez m.in. Corva Attano i Emily Kaldwin. Zespół przez dłuższy czas miał różne pomysły na to, kto powinien zostać głównym bohaterem rozszerzenia, kilkukrotnie zmieniając postać – pierwotnie rozważano m.in. jedną z wiedźm z Brigmore oraz Dauda. Chociaż twórcy są fanami Michaela Madsena, który użyczał głosu Daudowi i byli zaskoczeni, że zgodził się zagrać w serii, ostatecznie stwierdzili, że ponowne sięgnięcie po Dauda jest „pójściem na łatwiznę”, a dodatkowo – ponieważ był on już grywalną postacią dodatków do części pierwszej – gracze znali tę postać i moce, jakimi dysponuje. Ostatecznie postawiono na Billie Lurk, pojawiającą się już wcześniej w The Knife of Dunwall i Dishonored 2, ale nigdy nie będącą główną protagonistką. Za tą postacią optował przede wszystkim reżyser Harvey Smith, dla którego była ona „oczywistym wyborem”. Główny projektant Dinga Bakaba również uważał ją za postać interesującą, stwierdzając, że: „przeszła przez kilka interesujących etapów i już niemal odkupiła winy. Chcemy skupić się na bardziej osobistej historii, w której Billie chce pojednać się ze swoim mentorem, który ma szalony plan”. Wybór Lurk wpisywał się także w wizję Bakaby na gry z serii – jego zdaniem główne odsłony powinny koncentrować się na wpływowych postaciach wchodzących w konszachty z Odmieńcem, zaś dodatki na postaciach z podziemia i zabójcach.
Ponieważ część scenarzystów odpowiedzialnych za Dishonored 2 pracowała nad innymi projektami, Arkane zatrudniło Annę Megill, Hazel Monforton i Sophie Mallinson, które napisały scenariusz wraz z Sachką Duval. Monforton zatrudniono po tym, jak opublikowała w Internecie analizę postaci Odmieńca w Dishonored 2, porównując jego śmierć do starogreckiego rytuału pharmākos, w którym osoba stająca się kozłem ofiarnym zostaje wygnana ze swojej społeczności. Jej interpretacja, zgodnie z którą Odmieniec jeszcze jako człowiek doświadczył czegoś podobnego, tak spodobała się Smithowi, że postanowił zatrudnić ją do pracy nad Death of the Outsider. Pisząc historię Odmieńca scenarzystki inspirowały się przede wszystkim opowiadaniem Ursuli K. Le Guin Ci, którzy odchodzą z Omelas (1973), w którym tytułowe miasto rozkwita dzięki cierpieniu dziecka. Kult Odmieńca uważa się nie za fanatyków, ale za grupę uczonych badających okultystyczne tajemnice, chcących za wszelką cenę pozostać w swoim idealnym urojonym świecie.
Pomysł na to, żeby gracz mógł wejść do Pustki i stanąć przed możliwością zabicia Odmieńca pojawił się na bardzo wczesnym etapie prac nad Dishonored 2. Według Smitha postać ta reprezentuje zarówno dążenie do władzy, jak i jej nadużywanie, co jest jednym z głównych motywów przewijających się przez całą serię. W dodatku motywy te wzmocnione są poprzez przedstawienie historii z perspektywy Billie Lurk, która – w odróżnieniu od dotychczasowych grywalnych postaci – nie jest związana z Odmieńcem. Tytuł Death of the Outsider zasugerowano na wczesnym etapie prac, jednak pracownicy studia rozważali wraz z działem marketingowym Bethesdy również inne opcje, takie jak Dead Hand czy Blackheart, które ostatecznie odrzucono i zdecydowano się na pierwotny tytuł. 

### Projekt
Jako samodzielny dodatek, Death of the Outsider bazuje na elementach przedstawionych w Dishonored 2 – tak pod względem świata przedstawionego, jak i postaci czy mechanik rozgrywki. Pod względem technicznym pozwoliło to przede wszystkim na wykorzystanie części zasobów z części drugiej, chociażby Cesarskiego Konserwatorium, pozwalając zaoszczędzić czas na tworzeniu świata, a skoncentrować się na ujednoliceniu go pod względem wizualnym i artystycznym oraz zaprojektowaniu misji i napisania scenariusza, co przekładało się na możliwość stworzenia oryginalnego doświadczenia w krótkim czasie. Podobnie jak Dishonored 2, gra osadzona jest w dystopijnym steampunkowym świecie inspirowanym epoką wiktoriańską, połączonym z elementami nadprzyrodzonymi. Poziomy zaprojektowano jako otwarte, dające graczowi swobodę ich eksplorowania i wykonywania celów misji. Decyzje podejmowane przez gracza mogą mieć przełożenie na świat przedstawiony i fabułę. Ponowne wykorzystanie w całości Cesarskiego Konserwatorium pozwoliło zaprezentować twórcom, w jaki sposób miejsce to zmieniło się przez kilka miesięcy. W Dishonored 2 jest ono siedzibą wiedźm, mroczną i pełną tajemniczych artefaktów. W Death of the Outsider zajęte zostało przez religijną Kongregację Wszechludzi przeszukującą je w poszukiwaniu heretyckich artefaktów i chcącą oczyścić je z przejawów magii.
Wybór Billie Lurk na grywalną postać wpłynął na projekt gry i rozgrywki. Z gry usunięto obecny w poprzednich odsłonach system chaosu, śledzący to, ile osób zabiła grywalna postać. Zdaniem Bakaby miało to uzasadnienie fabularne w odniesieniu do postaci, która odkupiła swoje winy, a umożliwienie jej robienia tego, na co ma ochotę bez oceniania jej działań, stanowiło interesującą ewolucję. Nadprzyrodzone moce Billie odnawiają się automatycznie, ponieważ czerpie je ona bezpośrednio z Pustki. Według twórców udostępnienie od początku wszystkich mocy i automatyczne odnawianie magii ma zachęcać do eksperymentowania z nowymi sposobami rozgrywki. Bakaba stwierdził, że ze względu na krótszy czas niezbędny na ukończenie gry chciano jak najszybciej oddać graczom do dyspozycji wszystkie narzędzia bez żadnych ograniczeń. Udostępnienie od razu wszystkich mocy było dla studia doświadczeniem wyzwalającym, ponieważ projektując poziomy wiedzieli, jakimi na danym etapie będzie dysponowała postać, co ułatwiało pracę. Ze względu na ograniczenia czasowe odwiedzane poziomy nie charakteryzują się unikalną tematyką czy mechaniką jak w Dishonored 2, starano się jednak, żeby choć część z nich wymagała od gracza większego polegania na określonych mocach.
Reżyser Harvey Smith miał zastrzeżenia odnośnie do mocy „podobieństwa”, uważając, że odpowiednie zaimplementowanie tej funkcji będzie wymagało zbyt dużo pracy i czasu. Z tego samego powodu z Dishonored 2 usunięto misję, w której postać miała ukrywać się w tłumie. Projektanci zmieniali tę koncepcję, próbując dopasować ją do fabuły i projektu poziomów, aż ostatecznie udało im się opracować system, który zyskał akceptację Smitha. Zaimplementowanie tej konkretnej mocy wymagało ustanowienia szeregu zasad, a pracowało nad nią kilka zespołów – animatorzy, programiści, efekty specjalne, dźwiękowcy, scenarzyści i projektanci poziomów. Reżyser stwierdził, że tak zaawansowana współpraca była czymś niezwykłym i określił ją mianem „symfonii”.

### Dystrybucja i marketing
Grę zapowiedziano podczas konferencji prasowej Bethesdy na targach Electronic Entertainment Expo w 2017 roku. Podczas targów zaprezentowano również zwiastun stworzony przez Karola Kołodzińskiego i Krzysztofa Stefańskiego ze studia studio Platige Image. W sierpniu zaprezentowano zwiastun z rozgrywką. Gra trafiła do sprzedaży 15 września 2015. Po premierze dodatku studio postanowiło wstrzymać dalsze prace nad serią – nie wiadomo, czy powstanie kolejna część, a jeżeli tak, to pojawią się w niej zupełnie nowi protagoniści.

## Odbiór
Po premierze Dishonored: Death of the Outsider spotkało się z pozytywnym przyjęciem ze strony krytyków, a średnia jej ocen w agregatorze recenzji Metacritic wynosi 84/100 dla wersji na Xboksa One, 82/100 dla wersji na PlayStation 4 i 81/100 dla wersji na komputery osobiste.
Wielu recenzentów chwaliło dodatek jako godne zwieńczenie historii zapoczątkowanej przez Dishonored, chociaż zdaniem Toma Marksa z IGN-u nie udało mu się jednak przeskoczyć „wysoko zawieszonej” przez Dishonored 2 poprzeczki. Stwierdził dodatkowo, że nie czuć, żeby postać rozwijała się fabularnie. W podobnym tonie wypowiedział się Javy Gwaltney z „Game Informera”, twierdząc, że scenarzyści nie potrafili odpowiednio wykorzystać nadarzających się okazji, a wątek Billie i Dauda poprowadzony został zbyt pospiesznie, przez co wypadł nienaturalnie. Zdaniem Sama White’a z „The Guardian” uczynienie Billie grywalną bohaterką było dobrym posunięciem, ponieważ stanowiła ona jedną z ciekawszych postaci w uniwersum. Alessandro Fillari z GameSpotu uznał, że „chociaż [fabuła] dobrze się zaczyna, to ostatecznie szybko wytraca impet”.
Pozytywnie oceniono projekt poziomów oraz zrezygnowanie z eliksirów odnawiających manę, co stanowiło zachętę do częstszego korzystania z mocy, a tym samym dawało więcej swobody i pola do eksperymentowania. Marks uznał poziomy za „cudownie szczegółowe”, a zdaniem Fillariego były one lepsze niż całościowa fabuła. Według Gwaltneya dzięki zrezygnowaniu z mikstur odnawiających moce Death of the Outsider „może być najlepszym przykładem” obranego przez Arkane schematu dawania pełnej swobody graczowi, zaś poziomy – chociaż same w sobie są ciekawe – to żaden z nich nie zapada w pamięć tak jak te z Dishonored 2.
Recenzenci podzielili się odnośnie do usunięcia z dodatku systemu chaosu. Dla Marksa było to posunięcie błędne, zdaniem White’a – chociaż system ten był ograniczający – przyczyniał się do lepszego doświadczania gier i wczuwania się w postacie. Gwaltney zmianę tę ocenił pozytywnie, stwierdzając, że system sztucznie ograniczał graczy, a dzięki jego usunięciu gra jeszcze bardziej zachęca do eksperymentowania. Colin Campbell z Polygonu stwierdził, że chociaż gra „pozwala zabić niemal każdą napotkaną postać, to zabicie wszystkich nie jest aż tak trudne, jak próba nie zabicia ich”, zaś zabijając postacie niezależne ma się wrażenie, jakby grało się w Death of the Outsider w niewłaściwy sposób. Dodał także, że chociaż walka, świat i postacie są zadowalające, to dodatek nie wprowadza niczego nowego, przez co zaczyna odczuwać się zmęczenie materiału.
GamesRadar+ umieścił Dishonored: Death of the Outsider na dziewiętnastym miejscu listy dwudziestu pięciu najlepszych gier 2017 roku, zaś „PC Gamer” nominował produkcję jako najlepszy dodatek 2017.

### Nagrody i wyróżnienia
| Rok  | Nagroda / organizacja                                 | Kategoria                              | Wynik     |
| ---- | ----------------------------------------------------- | -------------------------------------- | --------- |
| 2017 | Ping Awards                                           | Najlepsza gra na konsole               | nominacja |
| 2017 | Ping Awards                                           | Najlepsza gra na komputery osobiste    | wygrana   |
| 2017 | Ping Awards                                           | Najlepsza grafika                      | nominacja |
| 2017 | Ping Awards                                           | Najlepszy scenariusz                   | nominacja |
| 2017 | Ping Awards                                           | Najlepsza ścieżka dźwiękowa            | nominacja |
| 2018 | Amerykańska Gildia Scenarzystów                       | Najlepszy scenariusz gry komputerowej  | nominacja |
| 2018 | National Academy of Video Game Trade Reviewers Awards | Kierunek artystyczny inspirowany epoką | nominacja |